# عطاءالله روحی
عطاءالله روحی (زاده ۱۲۶۶ خورشیدی در کرمان) ملقب به عطاءالملک سناتور دوره پهلوی و نماینده مجلس شورای ملی در دوره قاجار و پهلوی بود. او همچنین از هواداران پالایش زبان فارسی از واژگان بیگانه و خواهان تغییر الفبای فارسی به لاتین بود.
پدرش شیخ مهدی بحرالعلوم از علمای مشروطه‌خواه و نماینده کرمان در دوره نخست مجلس شورای ملی، پدربزرگش ملا محمدجعفر شیخ‌العلماء از پیشگامان بابیه و عمویش شیخ احمد روحی از مبارزان آزادی‌خواه دوره قاجار بود. خانواده او از بابی‌هایی بودند که حاضر به بیعت با بهاءالله نشدند و مشهور بودند که ازلی اند.
عطاء الله روحی همچون پدر در حوزه علمیه تحصیل و تدریس کرد و به عطاءالملک ملقب شد. نخستین بار در انتخابات دوره پنجم مجلس شورای ملی در سال ۱۳۰۲ به نمایندگی از سیرجان برگزیده شد و به تهران رفت. همین مجلس بود که به انتقال سلطنت از خاندان قاجار به رضاشاه رأی داد. پس از به پادشاهی رسیدن رضاشاه، روحی در نخستین دوره در سال ۱۳۰۵ از جیرفت به نمایندگی انتخاب شد (دوره ششم) و تا دوره چهاردهم بر این کرسی نشست. او با تشکیل مجلس سنا در سال ۱۳۲۸ سناتور انتخابی از استان کرمان شد.
از عطاءالله روحی کتابی به نام اخلاق روحی بر جای مانده‌است.

## پیشنهاد تأسیس دانشگاه
عطاءالله روحی از حامیان تأسیس دانشگاه در ایران بوده و در نشستی رسمی در یازدهم اردیبهشت ۱۳۱۱ که دولت لایحه‌ای برای تأمین هزینه تحصیل دانشجویان ایرانی در آمریکا به مجلس داده بود، پیشنهاد تأسیس دانشگاه را به دولت و مجلس داد. روحی در مخالفت با این لایحه گفت:

«بالاخره باید یک فکری بکنیم که اصول تعلیمات و مدرسه در مملکت خودمان تأسیس بشود و از این سیل پول که همه ساله به اروپا می‌رود رفته رفته خودداری بشود. با این پول که ما همین‌طور خرج می‌کنیم می‌توانیم یک اونیورسیته خیلی عالی‌مقام در طهران تأسیس کنیم و در اینجا می‌توانیم بیش از این شاگرد، آن هم مطابق آداب و عادات ملی خودمان تربیت کنیم».

## مخالفت با واژه‌های بیگانه
در چهارم دی ۱۳۱۱ که لایحه‌ای برای اصلاح اوزان و مقادیر در مجلس به شور گذاشته شده بود، روحی در اعتراض به واژگانی از سیستم متریک که در این لایحه به کار رفته بود گفت:

«ثابت شده‌است یکی از اصول وطن‌پرستی حفظ زبان است. خیلی از ملل دنیا هستند که در یک مملکتی زندگی می‌کنند ولی وقتی که می‌رسید می‌بینید که اینها ملل مختلفه بوده‌اند ولی در اثر وحدت زبان امروزه یک ملت واحد شناخته می‌شوند و به واسطه حفظ زبان حفظ ملیت خودشان را کرده‌اند. قبلاً یک دسته عربی‌دان بودند در این مملکت که یک لطمه زیادی به زبان فارسی زده‌اند. همان‌هایی که به جای [ای کاش] لعل و عوض همچنین، کذلک و عوض سزاوار است کماینبغی استعمال می‌کردند. حالا هم یک دسته فرانسه‌دان هستند که تازه تشریف آورده‌اند و هر روزه یک دسته لغت در زبان فارسی داخل می‌کنند و رفته رفته زبان ملی را دارند از میان می‌برند. بنده نمی‌دانم وقتی که ما درم داریم، درم با گرام چه فرق دارد؟ در اروپا گرام دارند به من چه؟ وقتی که من با آنها کار داشتم یادمی‌گیرم ولی او هم باید مال ما را یاد بگیرد. ما گز را در تمام مملکت اگر بگوییم می‌فهمند؛ ولی امروز شما هر کجا متر بگویید نمی‌فهمند».

## تغییر خط به لاتین
در مجلس سیزدهم در ۲۱ تیر ۱۳۲۲ که لایحه آموزش و پرورش اجباری به شور گذاشته شده بود، روحی از وزارت فرهنگ خواست که خط فارسی را به لاتین تغییر دهد:

«بنده از سن نه سالگی توانایی خواندن و نوشتن را داشته‌ام و در زبان فارسی و عربی به قدری مطالعه کرده و رنج دیده‌ام که اگر اظهار عقیده در این خصوص بکنم، شاید مستند باشد. خواستم به آقا دکتر سیاسی وزیر فرهنگ عرض بکنم که بنده در عرض این مدت صریح عرض می‌کنم که توانایی خط فارسی خواندن پیدا نکرده‌ام و اگر چندین سال دیگر هم وقت صرف کنم باز این خط برایم غیرقابل خواندن است و این خط یک اشکالاتی را فراهم می‌کند. گاهی در معاملات و در تلگرافات زیان‌هایی برای مردم تا به حال وارد کرده‌است و باز هم وارد خواهد کرد و با این خط شما نمی‌توانید معارف را بسط بدهید. وزارت فرهنگ که می‌خواهد در ظرف چند سال خواندن و نوشتن را یاد بدهد، با این صورت نمی‌شود و بایستی وزارت فرهنگ برای اصلاح خط فکر کند. بنده عرض می‌کنم زبان شکرین فارسی اگر خطش خوانا بود، امروز یکی از زبان‌های زنده دنیا بود و در تمام دنیا می‌رفت که گفتار سعدی و حافظ چیست و چون همین قدر که به خط می‌رسند کمیت لنگ می‌ماند. این است که فکر می‌کنند و بعد وامی‌مانند و این خط را غیرقابل تعلیم می‌دانند. الان چهل سال است دارم می‌خوانم باز نمی‌توانم و اگر چهل سال دیگر هم بخوانم باز نمی‌توانم و بلکه هیچ‌کس توانایی ندارد. این عرضی که بنده می‌کنم شاید امروز طرف توجه هیچ‌یک از آقایان نباشد ولی بنده عرض می‌کنم اصلاح این خط مشکل است ولو این که اِعراب را هم داخل حروف بکنند، قابل اصلاح نیست. ما هم هیچ راهی نداریم جز این که خط لاتین را بگیریم و تعلیمات را عمومی بکنیم».

## اعتراض به قتل زائر ایرانی در مکه
در سال ۱۳۲۲ که جوانی ایرانی به نام ابوطالب یزدی در مکه به اتهام واهی ارتکاب عمل اهانت‌بار در کنار خانه خدا گردن زده شد، دولت ایران تا ماه‌ها اقدامی نکرد و تنها به دریافت تلگرام عذرخواهی از پادشاه عربستان به محمدرضا شاه بسنده کرد. در اعتراض به این بی‌عملی دولت، روحی با طرح سؤال، محمد ساعد نخست‌وزیر را به مجلس خواست و خواهان قطع رابطه ایران با عربستان سعودی شد:

«شما تصور می‌فرمایید اگر با اینها قطع روابط می‌کردید مهم‌ترین راه اقتصادی ما از بین می‌رفت؟ ببینید از چند سال به این طرف یک من خشگبار یا یک قالی از شما خریده‌اند؟ آیا با شما تجارت داشته‌اند که ترسیدید از این راه به اقتصادیات کشور ضرر وارد بیاید؟ از آن طرف ما از آنها چه استفاده می‌کنیم؟ ترسیدید که منابع حیاتی ما خشک شود؟ اگر قطع روابط می‌کردید چه می‌شد؟ من هیچ نمی‌فهمم چه طور دولت در مقابل یک همچو عمل فجیعی ایستادگی نکرد و هیچ جواب نداد»؟

روحی همچنین خواستار شد که از آن پس دولت کسی را به عنوان امیر الحاج مسئول همراهی با حجاج و رسیدگی به امور آنان کند.